# 434 هـ
434 هـ هي سنة في التقويم الهجري امتدت مقابلةً في التقويم الميلادي بين سنتي 1042 و1043.

## أحداث
- خضوع خوارزم للدولة السلجوقية

## وفيات
- الحسن المستنصر بالله
- محمد بن عبد الله البرزالي
- نجاء الصقلبي
- يحيى القائم بأمر الله
- ابن سفر